# Noriko Kijima
Noriko Kijima (japanisch 木嶋 のりこ Kijima Noriko; geboren 22. März 1988 in der Präfektur Nagano) ist eine japanische Schauspielerin und ein Gravure Model.

## Leben und Karriere
Kijima wurde im Jahr 2005 eine der Gewinnerinnen des Seikore (Kurzform für Zenkoku Joshikousei Seifuku Collection) eines nationalen japanischen Wettbewerb für Mädchen im Highschool-Alter zur Modellierung von Schuluniformen und Bikinis. In der Folge begann sie im Gravure Idol Geschäft und in der Schauspielerei tätig zu werden.
Im Mai 2006, im Alter von achtzehn, erschien sie in Masato Tsujioka's preisgekrönten Film Divide. Im selben Jahr spielte sie eine „lebende Puppe“ in der Tetsuya Ikea produziert Legend of the Doll. Sie spielte auch die Rolle der Yoshie, Ami's beste Freundin, in Noboru Iguchi's 2008 Kult Gore Film The Machine Girl und war der Star der kurzen Direct-to-Video-Fortsetzung Shyness Machine Girl.
2014 spielte sie die Hauptrolle in der Erotik-Komödie The Torture Club.

## Filmografie (Auswahl)
- 2006: Divide
- 2006: Legend of the Doll
- 2008: The Machine Girl
- 2009: Shyness Machine Girl
- 2014: The Torture Club